# Dopatrium lobelioides
Dopatrium lobelioides är en grobladsväxtart som först beskrevs av Anders Jahan Retzius, och fick sitt nu gällande namn av George Bentham. Dopatrium lobelioides ingår i släktet Dopatrium och familjen grobladsväxter. Inga underarter finns listade i Catalogue of Life.